# Ophiomorus brevipes
Espèce
Synonymes
- Zygnopsis brevipes Blanford, 1874

Ophiomorus brevipes est une espèce de sauriens de la famille des Scincidae.

## Répartition
Cette espèce se rencontre au Pakistan, en Afghanistan et dans le sud-est de l'Iran.

## Étymologie
Le nom spécifique brevipes vient du latin brevis, court, et de pes, le pied, en référence à l'aspect de ce saurien.

## Publication originale
- Blanford, 1874 : Descriptions of new Reptilia and Amphibia from Persia and Baluchistán. Annals and magazine of natural history, sér. 4, vol. 14, p. 31-35 (texte intégral).